# Лоуер Сејлем (Охајо)
Лоуер Сејлем (енгл. Lower Salem) град је у америчкој савезној држави Охајо.

## Демографија
По попису из 2010. године број становника је 86, што је 23 (-21,1%) становника мање него 2000. године.
| Група             | 2000.       | 2010.      |
| Белци             | 102 (93,6%) | 79 (91,9%) |
| Афроамериканци    | 1 (0,9%)    | 6 (7,0%)   |
| Азијати           | 0 (0,0%)    | 0 (0,0%)   |
| Хиспаноамериканци | 0 (0,0%)    | 1 (1,2%)   |
| Укупно            | 109         | 86         |